# Kotaro Fujikawa
Kotaro Fujikawa (藤川 虎太朗 Fujikawa Kotaro?), född 24 juli 1998 i Fukuoka prefektur, är en japansk fotbollsspelare.
Fujikawa började sin karriär 2017 i Júbilo Iwata.